# تیکامسا (نبراسکا)
تیکامسا(به انگلیسی: Tecumseh) شهری در ایالت نبراسکا کشور ایالات متحده آمریکا است که جمعیت آن در سرشماری سال ۲۰۱۰ میلادی، ۱٬۶۷۷ نفر بوده‌است.